# 雅布兰
雅布兰（法語：Jabrun，法語發音：[ʒabʁœ̃]）是法国康塔尔省的一个市镇，属于圣弗卢尔区。

## 地理
雅布兰（44°48'28"N, 2°57'40"E）面积34.03 平方千米，位于法国奥弗涅-罗讷-阿尔卑斯大区康塔爾省，该省份为法国中南部省份，位于法國中央高原中心，北起科雷兹省、上盧瓦爾省和多姆山省，西接洛特省和科雷兹省，南至阿韦龙省和洛特省，东临上盧瓦爾省和洛泽尔省。
与雅布兰接壤的市镇（或旧市镇、城区）包括：绍德赛格、德韦尔日、埃斯皮纳斯、略塔代斯、圣雷米德绍德赛格、圣于尔西兹、拉特里尼塔、阿尔让斯和欧布拉克。

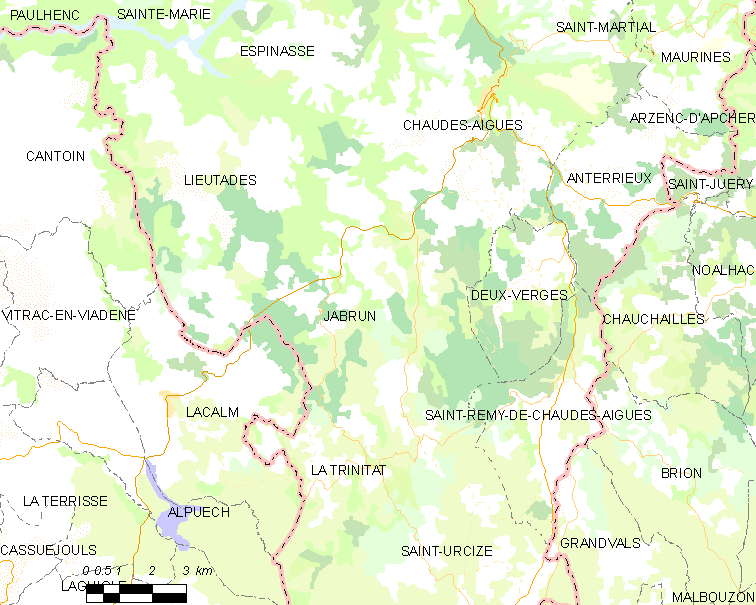
雅布兰的OSM定位图

雅布兰的时区为UTC+01:00、UTC+02:00（夏令时）。

## 行政
雅布兰的邮政编码为15110，INSEE市镇编码为15078。

## 政治
雅布兰所属的省级选区为特吕耶尔河畔讷韦格利斯县。

## 人口

1962-2008年间雅布兰人口变化图示

雅布兰于2022年1月1日时的人口数量为155人。